# Sebastian Artomedes
Sebastian Artomedes, auch Artomaeus, Brotsorg (* 1544 in Langenzenn; † 11. September 1602 in Königsberg (Preußen)), war ein evangelischer Theologe und Kirchenliederdichter.

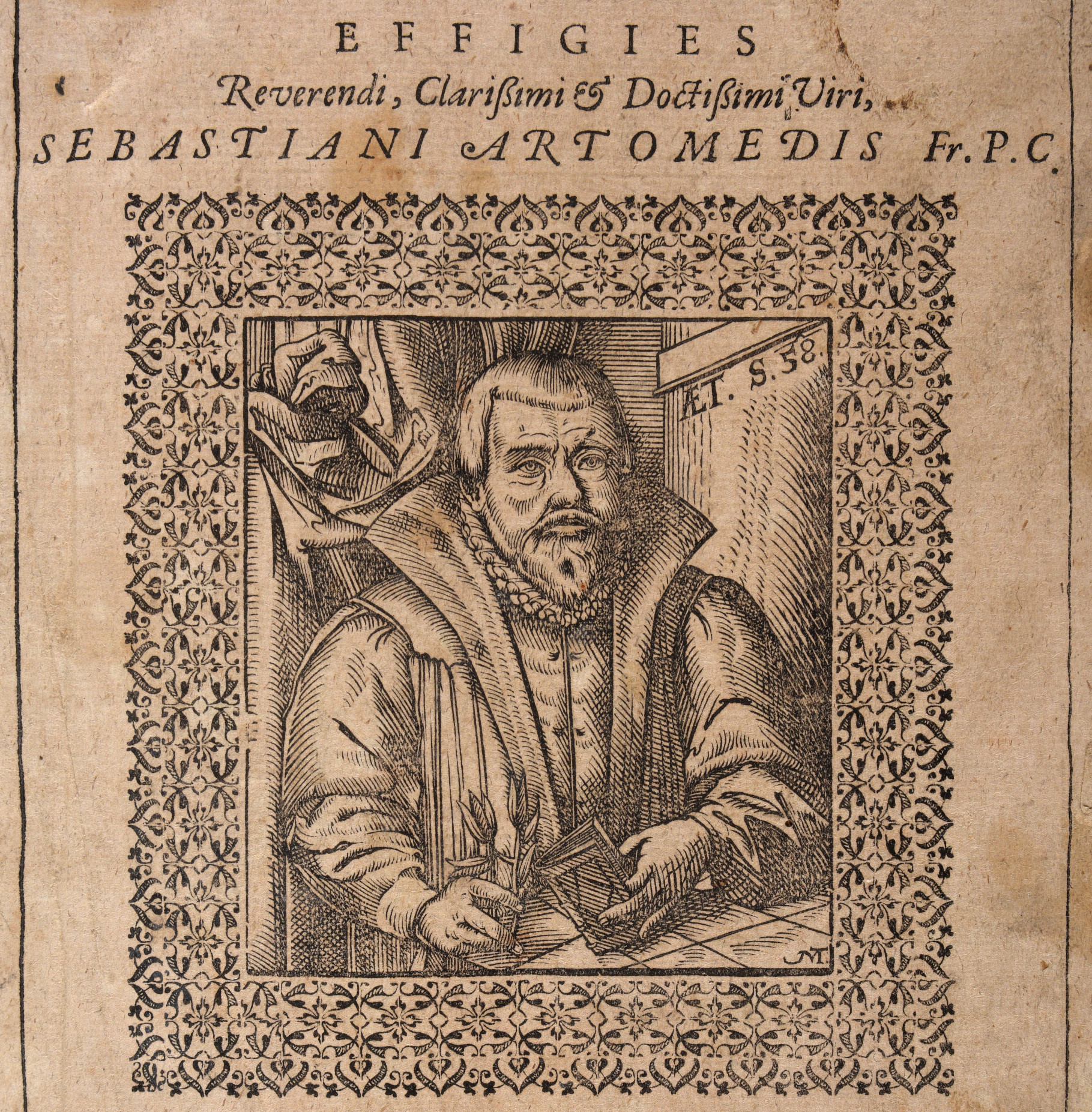

## Leben
Sebastian Brotsorg immatrikulierte sich 1562 an der Universität Leucorea in Wittenberg. Entsprechend der Gepflogenheit der damaligen Zeit änderte er seinen ursprünglichen Namen und nahm den Gelehrtennamen Artomedes an. 1569 erwarb er den akademischen Grad eines Magisters und wurde bald darauf Rektor der Schule in Crailsheim.
1572 wurde er nach Ansbach als Hofprediger des Markgrafen Georg Friedrich von Brandenburg-Ansbach gerufen. Diesem wurde 1577 die Aufgabe übertragen, als Kurator für den Herzog Albrecht Friedrich von Preußen wegen Schwachsinn die Regierungsgeschäfte zu übernehmen. Mit diesem ging er 1578 nach Königsberg und wurde dort 1589 Pfarrer am Königsberger Dom, mit dem Recht als Primarius alle Geistlichen in Natangen und Samland zu ordinieren.
Bereits als Wittenberger Student wurde er mit der Grundrichtung der Philippisten vertraut, deren Standpunkt er zeitlebens vertrat. So war er kein religiöser Eiferer, sondern vertrat einen gemäßigten theologischen Standpunkt, so dass er sich aus den theologischen Streitigkeiten der Konfessionalisierung heraushielt. Besonderen Eindruck hinterließ er in der geistlichen Dichtung und der Kunst der Predigt nach der Maßgabe der humanistischen Rhetorik. Nikolaus von Reusner (1545–1602) krönte ihn zum Poeten.
Als gemäßigter Philippist hielt er sich aus den theologischen Streitigkeiten seiner Zeit heraus und pflegte besonders die geistliche Dichtung und die Kunst der Predigt nach den Regeln der humanistischen Rhetorik. Bereits frühzeitig wurde er mit dem Dichterlorbeer gekrönt, verfasste er vor allem lateinische und deutsche Gedichte, die durch seinen Freund Johannes Eccard vertont wurden. Artomedes war zweimal verheiratet, jedoch blieben die Ehen kinderlos.

## Werke
- Sammlungen seiner Gedichte, Leipzig 1590, Nürnberg 1593, Königsberg 1597
- Lacrymae Davidis (poetische Übersetzung der Bußpsalmen), 1590
- Mediolus micarum sacrarum et reliquiarum Artomedaearum libellus, Königsberg 1597
- 4 Predigten über den Segen Aarons, Leipzig 1603
- 56 Predigten über den 61. Psalm, Leipzig 1604
- 25 Katechismuspredigten, Leipzig 1605
- Auslegung der sonntäglichen Evangelien, Leipzig 1607
- 12 Passionspredigten, Leipzig 1614
- 22 Leichenpredigten, Danzig 1615